# 东方琼楠
东方琼楠（学名：Beilschmiedia tungfangensis）为樟科琼楠属下的一个种。中国特有植物，产海南尖峰岭，生于山谷溪边密林中。